# Newark Liberty International Airport
Newark Liberty International Airport (IATA: EWR, ICAO: KEWR, FAA LID: EWR) först med namnet Newark Airport och senare Newark International Airport är New Jerseys största flygplats och en av New York-regionens tre största flygplatser. Den drivs av Port Authority of New York and New Jersey, som även har hand om de övriga flygplatserna i New York-regionen: JFK, LaGuardia och Teterboro Airport. Newark Airport har över 36 miljoner (36,3 miljoner 2007) passagerare per år, och New York är med 111 miljoner tvåa bland storstadsregioner i antal flygpassagerare på sina flygplatser, efter London. Newark Liberty ligger i Elisabeth och Newark, New Jersey och ca 20 km från centrala New York, dock utanför stadens gräns.
Även om den ligger i delstaten New Jersey anses den ofta vara en av staden New Yorks flygplatser. 
Många räknar den ändå inte riktigt som en New York-flygplats (staden New York), eftersom den inte ligger i delstaten New York, och det står ofta, särskilt för flygbolag från USA, att flygningarnas destination är staden Newark. Egentligen har delstatens namn inte med saken att göra, det är stadens namn som avses med en destination.
Bokningssystemen räknar den som hörande till New York. En flygbiljett till New York innebär ofta en flygning hit. Utländska flygbolag (plus Continental Airlines) brukar marknadsföra flygningarna som att de går till New York.

## Historia
Newark är den äldsta flygplatsen som fortfarande är aktiv i New York-området. Den öppnade 1 oktober 1928. Newark ansågs vara världens mest använda flygplats fram tills LaGuardia öppnade under 1930-talet. Under andra världskriget annekterades flygplatsen av militären, och övertogs av Port Authority of New York and New Jersey 1948. Under 1970-talet utvecklades flygplatsen ytterligare och de nuvarande tre terminalerna iordningställdes Vid denna tidpunkt hade dock den nyligen utökade John F. Kennedy International Airport i Queens tagit över som den stora internationella flygplatsen för New York. Detta skulle dock ändras något, 1984 började Virgin Atlantic Airways trafikera London-Newark. Sedermera har flera andra bolag dragit nytta av den något lugnare flygplatsen. SAS flyttade exempelvis alla sina flygningar till Newark i slutet av 1980-talet. Idag opererar såväl Air France som British Airways flyg från både Newark och JFK.

## Terminaler

En översiktsbild av Newark Liberty International Airport.

Flygplatsen som är betydligt mer lättnavigerad än John F. Kennedy International Airport har tre terminaler; A, B och C.
Terminal A används framförallt av American Airlines och USAirways och även för United Airlines för inrikes flyg och vissa städer i Kanada. Den saknar immigrationsmyndigheter så den kan inte användas för utrikestrafik (förutom fåtalet städer med "pre-clearance").
Terminal B är den stora internationella terminalen. Den används av flera europeiska flygbolag som SAS, British Airways, Air France, Alitalia mm.
Terminal C är Continental Airlines egna terminal. Här avgår och ankommer nästan alla deras flyg till världen och inom USA, det är här deras flyg från Stockholm-Arlanda ankommer/avgår.

## Marktransport
För att ta sig från flygplatsen kan man åka med AirTrain Newark. Det är en monorailjärnväg som trafikeras ca var 3:e minut 05:00-00:00, och var 15:e minut 00:00-05:00. AirTrain Newark är gratis inom flygplatsen, samt är handikappvänligt. 
AirTrain Newark binder samman alla terminaler, hyrbil - och hotellfaciliteter, liksom parkeringsplatser. Längden är 3,0 km. 
Tåget ansluter även till NJ Transits pendeltåg (på sträckorna New York Penn Station - Trenton (den s.k. NJ Transit NEC - linjen) (anslutning i Trenton mot Philadelphia med SEPTA pendeltåg) och New York Penn Station / Hoboken - Bay Head (den s.k. NJCL - linjen)) och Amtraks regionaltåg (mellan Boston och Washington D.C. och i enstaka fall till Newport News) vid en järnvägsstation som heter Newark Liberty International Airport Station (denna station är ej tillgänglig till fots, bara med tåg). Även någon enstaka tur på Amtraks Keystone Service, som går mellan New York och Harrisburg, trafikerar stationen (det finns fler turer, men i regel gör de inte uppehåll vid flygplatsen.): från New York två avgångar om dagen som går på vardagar; till New York en avgång om dagen som går på helgdagar.
En resa Newark Liberty International Airport Station - New York Penn Station tar cirka 30 minuter med NJ Transit, och runt 20–25 minuter med Amtrak. Den kloke väljer dock NJ Transit vid resor till / från New York, då detta kostar 15$ (11,25$ för barn, pensionärer och handikappade), vilket kan jämföras med Amtraks priser, som i regel ligger på 29 eller 40$, beroende på avgång. Det är således även billigast att ta NJ Transit när man skall till till exempel gränsområdet Trenton (mellan New Jersey och Pennsylvania) eller Philadelphia, dock tar det lång tid till det sistnämnda jämfört med Amtrak, då man för att passera gränsen mellan New Jersey och Pennsylvania måste byta till Philadelphias pendeltåg SEPTA vid Trenton, som är både NJ Transit NEC:s slutstation och SEPTA S7s slutstation, vilket möjliggör passering över gränsen mellan de två staterna. Trenton är i likhet med Penn Station i New York och Newark en Klass 1-station, då även de mest långgående fjärrtågen stannar där, vilket möjliggör resor till och från till exempel New Orleans och Miami. Det finns även flygbussar till och från flygplatsen. Dessa går till Port Authority Bus Terminal och kostar 5,75$ (2,65$ för barn, pensionärer och handikappade).

## Övrigt
För SAS är detta den viktigaste flygplatsen utanför Europa, med flygningar från både Köpenhamn, Oslo och Stockholm. Från Sverige och Arlanda kan man nå Newark med två flygbolag; SAS och Continental Airlines. Malaysia Airlines slutade trafikera linjen Kuala Lumpur-Stockholm-Newark 2009.
Continental Airlines har flygplatsen som nav, tillsammans med Houston.